# Witalis Szerszeń
Witalis Szerszeń (ur. 30 marca 1921 w Tambowie, zm. 9 listopada 2009 w Warszawie) – polski dowódca wojskowy, pułkownik ludowego WP, magister inżynier.

## Życiorys
Syn Włodzimierza. Podczas II wojny światowej walczył w szeregach ludowego Wojska Polskiego. W 1949 powołany na dowódcę 30 pułku piechoty.
Od marca 1954 do września 1956 dowódca 1 Korpusu Armijnego, którego dowództwo stacjonowało w Wałczu.
W 1972 Sekretariat Komitetu Obrony Kraju opublikował opracowanie (do użytku wewnętrznego) jego autorstwa pod tytułem Zasady organizacji i działania zmilitaryzowanych oddziałów ratownictwa technicznego formowanych na bazie przedsiębiorstw ministerstwa budownictwa i przemysłu materiałów budowlanych. Materiał pomocniczy do prac obronnych i szkolenia.
Od listopada 1975 do maja 1977 szef Służby Zakwaterowania i Budownictwa WP. Od 1976 roku był członkiem Komisji do Spraw Ochrony i Konserwacji Obiektów Inżynierii i Architektury związanych z Historią Wojskowości.
W latach 1980–1984 attaché wojskowy, morski i lotniczy przy Ambasadzie PRL w Pjongjangu.
Od 1984 w stanie spoczynku.
Pochowany na Cmentarzu Wojskowym na Powązkach (kwatera B19-8-16).

## Odznaczenia
- Medal Komisji Edukacji Narodowej (1976)[4]